# Johann Jacob Baeyer

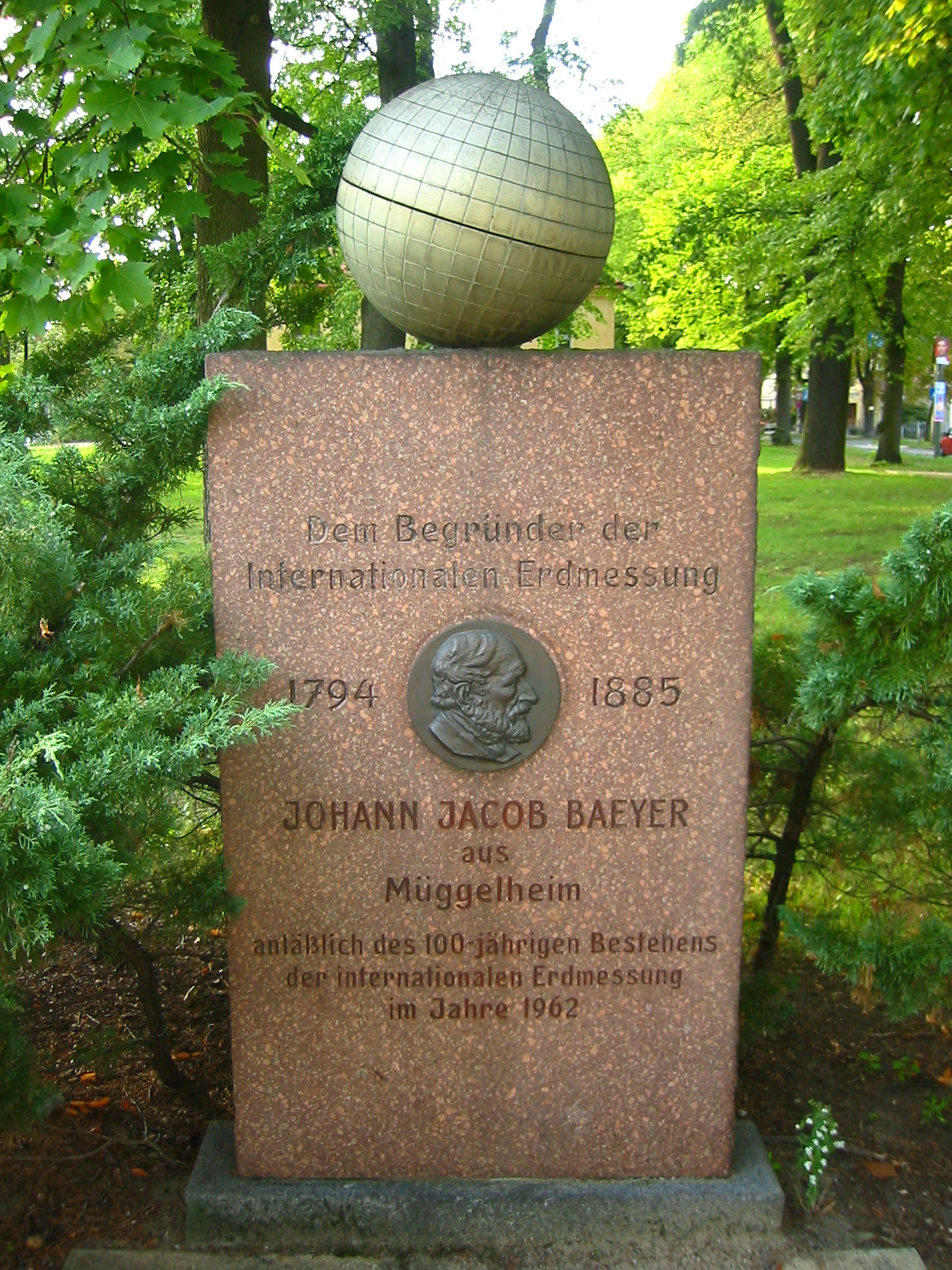
Lapide commemorativa di Baeyer in Müggelheim

Johann Jacob Baeyer (Müggelheim, 5 novembre 1794 – Berlino, 10 settembre 1885) è stato un generale e geodeta prussiano.

## Biografia
Johann Jacob Baeyer nacque il 5 novembre 1794 a Müggelheim, un quartiere nella periferia sud-orientale di Berlino, da una famiglia contadina, il padre si chiamava Jakob Baeyer e la madre Elisabeth Margarete.
Nel 1813 entrò nell'esercito prussiano e partecipò alla guerra contro Napoleone durante la quale venne promosso sottotenente. Dopo la guerra si iscrisse alla scuola di guerra di Coblenza e nel 1821 fu assegnato all'ufficio topografico dello Stato maggiore.
Nel 1826 si sposò con Eugenie Hitzig (1807-1843) da cui ebbe sette figli:
- Clara, nata nel 1826,
- Emma, nata nel 1831,
- Johanna nata nel 1839,
- Adelaide, nata e morta nel 1843,
- George, nato nel 1829,
- Edward, nato nel 1832,
- Adolf, nato nel 1835, che prenderà il nobel per la chimica nel 1905.

Tra il 1829 ed il 1836 collaborò con Bessel ad una campagna di misure di triangolazioni effettuate nella Prussia orientale in collaborazione con tecnici della Russia zarista.
Nel 1832 venne promosso maggiore e nel 1843 divenne responsabile dell'Ufficio trigonometrico dello Stato maggiore Generale, incarico che mantenne fino al 1857 quando fu posto in congedo con il grado di Tenente Generale per potersi dedicare completamente allo studio ed alla ricerca scientifica.
Nel 1861 presentò un memorandum al re di Prussia Guglielmo I per promuovere una campagna di misure a livello dell'Europa centrale del grado di meridiano. La proposta venne accettata ed il 1862 si riunì a Berlino la conferenza fondativa con la partecipazione dei rappresentanti di Prussia, Austria e Sassonia.
La prima Conferenza Generale della misura dell'arco centrale europeo, si tenne a Berlino, sotto la presidenza di Baeyer, dal 15 al 22 ottobre 1864 con partecipazione di 13 stati, fra cui l'appena costituito Regno d'Italia. Il progetto si estese rapidamente con la partecipazioni di altri paesi, non solo europei, e nel 1886 il nome della conferenza venne pertanto cambiato in Associazione Internazionale di Geodesia (IAG).
Nel 1869 Baeyer fondò l'Istituto Geodetico di Berlino che diresse fino alla sua scomparsa.
Baeyer morì di polmonite nella sua casa di Berlino il 10 settembre 1885.